# Escuela Superior de Bellas Artes de Trujillo
La Escuela Superior de Formación Artística Pública Bellas Artes "Macedonio de la Torre" es un centro peruano de formación artística de nivel superior con rango universitario tiene su sede en la ciudad de Trujillo. Lleva su nombre en honor al artista Macedonio de la Torre, quien fuera integrante del Grupo Norte.

## Historia
La Escuela inicia su funcionamiento el 15 de enero de 1962 como academia denominada Centro de Estudios de Artes Plásticas ,bajo la conducción del maestro Pedro Azabache Bustamante. En 1963 Toma el nombre de Bellas Artes por iniciativa del escritor José Eulogio Garrido quien también crea el Patronato de las Artes con la finalidad de respaldar y proteger la labor artística. Con Resolución Ministerial N° 5408 del 29 de noviembre de 1966, el Ministerio de Educación le concede valor oficial a la denominada “Escuela de Bellas Artes Trujillo José Sabogal”. Con Resolución Suprema N°336 del 19 de abril de 1967 el Estado le otorga el carácter de Escuela Regional de Bellas Artes de Trujillo. Mediante Decreto Supremo N° 054 - 85 del 4 de diciembre la Escuela Regional se convierte en Escuela Superior de Bellas Artes de Trujillo “Macedonio de La Torre”, encargándosele la formación de Artistas Profesionales, así como Profesores de Educación Artística en la especialidad de Artes Plásticas. En el año 2010 se logra la incorporación de la Escuela Superior de Formación Artística Pública “Macedonio de Torre” a la Ley N° 23733, Ley Universitaria, para otorgar en nombre de la Nación el grado de Bachiller y los títulos de Licenciado respectivos, equivalente a los otorgados por las universidades del país, siendo válidos para el ejercicio de la docencia universitaria y la realización de estudios de maestría y doctorado, gozando de la exoneración y estímulo de las universidades.

## Carreras
- Artes Plásticas y Visuales, con mención en:

1. Dibujo y pintura
2. Dibujo y escultura
3. Dibujo y cerámica
4. Dibujo y grabado

- Educación Artística

La formación profesional consta de 5 años de estudios, equivalente a 10 semestres académicos. La Escuela Superior de Formación Artística Pública, otorga el grado de bachiller y título universitario a nombre de la Nación de: Licenciado en Educación Artística y Licenciado en Artes Plásticas y Visuales con mención ensuespecialidad. El profesional formado en el área artística posee un amplio dominio del diseño y el dibujo artístico; así como también posee un vasto conocimiento sobre la aplicación formal creativa delos materiales y elementos desuespecialidad. El artista profesional está vinculado con la comunidad y su desarrollo, mediante las actividades propias de investigación que un renovado plan de estudios permite. Esto integra al artista con las necesidades de valoración cultural y las demandas del mercado. El artista está capacitado para el trabajo creativo haciendo uso de las posibilidades que la tecnología actual ofrece; idoneidad y conocimiento afianzan su condición humanística en un mundo globalizado de permanente cambio.

## Campo de Acción
El Artista Plástico y Visual está capacitado para:
- Producción artística pura.
- Diseñar y realizar proyectos publicitarios.
- Dibujo artístico y gráfico en computadora.
- Asesorar el trabajo artístico en empresas publicitarias.
- Promoción artística en centros de educación superior.
- Asistencia en montajes de escenarios, desarrollo urbanístico, etc.
- Diseño, dirección, producción y ejecución de proyectos de escenografía.
- Crítica de arte en organismos públicos o privados, diarios, revistas, televisión y radio.
- Asesoramiento referente a obras de arte y afines en galerías, salones e instituciones.
- Producción digital y audiovisual.
- Restauración de obras de arte.
- Fotografía artística.

El Docente en Educación Artística está capacitado para trabajar en:
- Educación inicial y Educación básica regular.
- Educación superior y docencia universitaria.
- Ejercer la crítica de arte.
- Promotor educativo y eventos culturales.
- Proyectos publicitarios, diseño gráfico y producción audiovisual.

## Menciones

#### Dibujo y Pintura[2]
La especialidad de Pintura tiene como objetivo la formación integral del Artista Profesional. Comprende el estudio sencuencial del lenguaje plástico pictórico como medio de comunicación estético visual, proporcionando conocimiento y promoviendo el análisis de los instrumentos y herramientas de las que se hace uso para expresar plásticamente su universo particular, así como para desarrollar el dominio de la representación pictórica del bodegón, paisaje, retrato, figura humana y desnudo artístico.
La especialidad ha ampliado sus formas de comuncicar lo humano incorporando nuevas técnicas como la fotografía y el video, permitiendo el uso interactivo de estas técnicas y nuevos conceptos

#### Dibujo y Escultura[3]
La especialidad de Escultura forma integralmente profesionales capacitados para utilizar adecuadamente principiosy técnicas propias de esta disciplina. La formación está basada en una didáctica que recoge la tradición y los nuevos retos de nuestro tiempo, como los fundamentos de la escultura relieve, figura humana, abstracción, espacios públicos urbanos y rurales,entreotros; que permite al artista plantear propuestas propias. El proceso formativo se da en varios niveles que parte del modelado en sus diferentes manifestaciones técnicas y materiales: Arcilla, yeso, diablo fuerte, resina y otros.
Orienta y promueve la experimentación einvestigación de las formas como el uso de diversos materiales; arcilla, madera, piedra y metales con gran manejo de maquinaria y herramientas. La especialidad ha ampliado sus formas de comuncicar lo humano incorporando nuevas técnicas como la fotografía y el video, permitiendo el uso interactivo de estas técnicas y nuevos conceptos.
El escultor está capacitado para desarrollarse profesionalmente en: monumentalística, marmolería, talla en piedra, madera, ebanistería y en la preparación de matrices diversas.

#### Dibujo y Cerámica[4]
La especialidad de Cerámica forma integralmente profesionales artistas, para expresarse a través de formas diversas, utilizando su creatividad y habilidades, en el manejo de materiales, técnicas e instrumentos específicos del arte cerámico. Es un artista que conoce y maneja los tipos de arcilla, manejo cromático en la decoración, bajo cubierta y sobre cubierta, así como el uso de diferentes tipos de hornos. La formación del ceramista se basa en una didáctica que se fundamenta en la tradición ancestral y los retos de nuestro tiempo. Su proceso formativo se da en diversos niveles, promoviendo la investigación plástica y propuesta personal. 
El ceramista está capacitado en el desarrollo de proyectos artísticos como de producción en serie, desarrollándose profesionalmente con acierto en cualquiera de las dos áreas. Así mismo por su formación general está capacitado para desempeñarse como asesor artístico, y del diseño industrial.

#### Dibujo y Grabado[5]
La especialidad de Grabado surge como una respuesta a la necesidad de inserción en los nuevos avances técnico-científico y artístico del mundo contemporáneo, como respuesta a las urgentes demandas educativas. Su naturaleza de arte del “seriado” y su característica de crear por medio de una matriz reproductora le confiere perfiles especiales y pertinentes para su proyección en el medio sociocultural. El seriado desarrolla mayores posibilidades de difusión, logrando la simultaneidad de resultados plásticos propios. 
El desarrollo de su programación educativa contempla las técnicas de xilografía (madera), litografía (piedra), intaglio (metal ), serigrafía (seda ), en conjunción con los avances de la tecnología que son propias de la especialidad como el arte digital, fotograbado , papel reciclado y, su presencia integral en las artes gráficas , utilizándolas con creatividad e innovación en proyectos artísticos. El grabador está capacitado para desarrollarse como diseñador gráfico, aplica la serigrafía de manera integral tanto artística como publicitaria